# Nagari Alahan Panjang
Nagari Alahan Panjang is een bestuurslaag in het regentschap Solok van de provincie West-Sumatra, Indonesië. Nagari Alahan Panjang telt 17.815 inwoners (volkstelling 2010).